# Анастасіе Пану
Анастасіє Пану (нар. 1810 рік, Ясси — пом.1867 рік, Відень) — господар (каймакам) Молдовського князівства (з жовтня 1858 по 5 січня 1859 року).

## Життєпис
Народився в Яссах в 1810 році. Син румуна з Македонії Панайотахе Пану і Олени Мілеску, дочки Манолаке Мілеску.
Після вивчення юриспруденції в Яссах він в 1845 році вступив до магістратури і став членом апеляційного суду Fàlciu, а потім його президентом.
Брав активну участь в революційному русі в 1848 році. У 1852 році став міністром юстиції під час правління господаря Григорія V Гіки.
Прихильник об'єднання Дунайських князівств в одну державу. У жовтні 1858 року після відставки господаря Ніколае Воґоріде Анастасіе Пану разом з Василем Стурдза і Штефаном Катарджиу став одним з трьох каймакамів Молдовського князівства. 20 жовтня того ж року Василе Стурдза і Анастасіе Пану відсторонили від займаної посади Штефана Катарджиу, який виступав проти створення об'єднаної держави, і призначили на його місце Яна Кантакузіно.
Після обрання Александру Йоана Кузи князем Молдови (5 січня 1859 року) і Валахії (24 січня 1859 року) Анастасіе Пану був призначений ним головою ради міністрів, а потім міністром внутрішніх справ.
Помер у Відні в 1867 році, був похований в Яссах.